# Luperina rubella
Luperina rubella là một loài bướm đêm trong họ Noctuidae.